# Pemphigus indicus
Pemphigus indicus är en insektsart. Pemphigus indicus ingår i släktet Pemphigus och familjen långrörsbladlöss. Inga underarter finns listade i Catalogue of Life.